# آور مابیل
آور مابیل (تولد ۱۵ سپتامبر ۱۹۹۵) یک بازیکن فوتبال اهل استرالیا است.
او در کنیا به دنیا آمده‌است.
وی سابقه بازی در باشگاه فوتبال آدلاید یونایتد را دارد.